# راي باريت (لاعب كرة قدم أسترالية)
راي باريت (بالإنجليزية: Ray Barrett)‏ هو لاعب كرة قدم أسترالية أسترالي، ولد في 24 يناير 1935، وتوفي في 25 مارس 2016.

## وصلات خارجية
- راي باريت على موقع AustralianFootball.com (الإنجليزية)
- راي باريت على موقع AFLtables.com (الإنجليزية)